# Vliegveld Boxmeer

Vliegveld Boxmeer (ook wel aangeduid als Schattenplatz Boxmeer of Flugplaz St. Anthonis) is een voormalig vliegveld uit de Tweede Wereldoorlog dat was gelegen tussen de stad Boxmeer en het dorp Sint Anthonis. Het werd aangelegd in juni 1944 en is in gebruik geweest tot eind oktober 1944.

## Aanleg
De Duitsers begonnen in juni 1944 met de aanleg van een vliegveld bij Boxmeer. Het was bedoeld als hulp- of schaduwvliegveld voor vliegveld Volkel. De aldaar gestationeerde toestellen konden bij een dreigende aanval uitwijken naar vier vliegveldjes te weten Keent, De Rips, Kessel en Boxmeer.
Het vliegveld lag even ten zuiden van de straatweg van Boxmeer naar Sint-Anthonis bij de boerderij Halfweg. Ten zuiden werd het terrein begrensd door de Sambeeksedijk.
De bezetter vorderde arbeiders en materieel uit de verre omgeving om het terrein aan te leggen. Sloten werden gedempt, het terrein werd geëgaliseerd en daarna werd een grasbaan aangelegd. Er werd een drainagesysteem aangelegd met gresbuizen naar de oude sloten. Desondanks was de afwatering slecht en bij flinke regenval was het terrein ongeschikt voor grotere vliegtuigen. Op 26 juli 1944 waren de grondwerkzaamheden gereed. Als gevolg van de operatie Market Garden werd het de Duitsers echter te heet onder de voeten en werd de bouw gestaakt. Behalve een proeflanding van een Duits vliegtuig is er door de Duitsers niet actief gebruik van gemaakt.

## Geallieerdgebruik
De aanleg werd opgemerkt door spionagegroep Albrecht, die de voortgang van de werkzaamheden rapporteerde naar Londen. In september 1944 werd Sambeek frontgebied. De Engelsen ontdekten er de landingsbaan bij verkenningen vanuit Sint Anthonis. Britse genietroepen breidden het veld begin oktober 1944 uit. Van medio oktober tot eind oktober 1944 werd het door de Auster verkenningsvliegtuigjes van het 658 AOP-squadron van de RAF gebruikt voor artilleriewaarnemingen. Daarna werd het squadron verplaatst naar Vliegveld B.86 Helmond en werd het vliegveld gesloten.

## Na de oorlog
Na de oorlog is het terrein weer in gebruik genomen als landbouwgrond.